# Гордійчук Григорій Опанасович
Гордійчук Григорій Опанасович (нар. 18 квітня 1937, с. Кикова, Житомирська область, УРСР) — перший заступник Міністра будівництва УРСР, потім перший віце-президент, а пізніше — президент Української державної будівельної корпорації «Укрбуд». Член колегії Державного комітету України у справах містобудування і архітектури. Нагороджений двома орденами Трудового Червоного Прапора. Автор патентів та інженерних винаходів. Академік інженерної академії України. Державний службовець 3-го рангу. Учасник ліквідації аварії на Чорнобильській АЕС, координатор будівництва житла для переселенців із забрудненої зони.

## Біографічні відомості
Трудовий шлях розпочав у 1960 році муляром-монтажником на будовах тресту № 17 Головпридніпровбуду. Двадцять років свого життя пов'язав з Дніпропетровщиною. Займав посади майстра, виконроба, старшого виконроба, головного інженера та начальника будуправління. Водночас заочно навчався в Дніпропетровському інституті інженерів залізничного транспорту за фахом промислове та цивільне будівництво.
Після здобуття вищої освіти і високої майстерності, з 1974 року працює керуючим трестом «Дніпроміськбуд», а з переведенням до столиці України у 1980 році, очолює трест «Київміськбуд-4». У 1982 стає першим заступником начальника Головкиївміськбуду. З 1985 року працює заступником і першим заступником міністра промислового будівництва УРСР.
У 1991 році став першим віце-президентом, а невдовзі й президентом Української державної будівельної корпорації, створеної на базі Міністерства промислового будівництва, яку очолював до 1996 року.
Будівельній галузі він присвятив 36 років свого життя, зробивши вагомий внесок у її розвиток, в удосконалення технології і організації будівництва багатьох важливих промислових і цивільних об'єктів. Особливу увагу приділяв нарощенню потужностей індустріального домобудування, а також механізації будівельно-монтажних робіт.